# Rivera de Malagón
La rivera de Malagón es un río del sur de España de la vertiente atlántica de Andalucía que discurre en su totalidad por el territorio del oeste de la provincia de Huelva. 

## Curso
Nace en Sierra Pelada, en un paraje donden convergen varios arroyos, cerca de la localidad de Cabezas Rubias. Realiza un recorrido de unos 53 km en sentido nordeste-suroeste hasta su desembocadura en el embalse del Ándevalo, donde se une a la rivera Cobica y que a su vez desagua en el embalse del Chanza. 
Recibe por la margen derecha a dos de sus principales afluentes: la rivera de Albahacar y la rivera de Aguas de Miel.